# Centre for National Culture Ghana
Il Centro per la cultura nazionale in Ghana si trova a Kumasi, nel cuore della città-giardino dell'Africa Occidentale, vicino all'Okomfo Anokye Hospital.
È la sede della cultura per il Ghana e il primo importante centro culturale ad essere fondato in queste zone, se non addirittura in tutta l'Africa.
Alexander Atta Yaw Kyerematen è considerato come il fondatore e il primo direttore di questa istituzione nel 1951.
Nonostante le contaminazioni occidentali, l'edificio rappresenta e cerca di preservare il retaggio e la tradizione della cultura ghanese per poter essere tramandata ai posteri. Prempeh II e il Concilio Asanteman hanno supportato Kyerematen a dare vita a questo luogo, inizialmente col nome di  Ashanti Cultural Centre, che si mantenne fino al 1963.
Successivamente rinominato da Kwame Nkrumaj in  Ghana National Cultural Centre, ora mantiene il nome attuale che si declina così anche nelle altre regioni vicine, come una corporazione e modello per i centri successivi.